# The Great Drought
Pour plus de détails, voir Fiche technique et Distribution.
The Great Drought est un film muet américain réalisé par Colin Campbell et sorti en 1912.

## Fiche technique
- Réalisation : Colin Campbell
- Scénario : Lanier Bartlett, d'après son histoire
- Production : William Nicholas Selig
- Date de sortie : États-Unis : 3 octobre 1912

## Distribution
- Tom Santschi : Jim Harker
- Anna Dodge : la veuve Cline
- Bessie Eyton : Helen Harker
- Wheeler Oakman : Dominguez
- Lillian Hayward : une vieille squaw
- Lillian Clark
- Al Ernest Garcia
- George Hernandez
- Frank Richardson
- James Robert Chandler